# Heber (Califòrnia)
Heber és una concentració de població designada pel cens dels Estats Units a l'estat de Califòrnia. Segons el cens del 2000 tenia 2.988 habitants.

## Demografia
Segons el cens del 2000, Heber tenia 2.988 habitants, 729 habitatges, i 677 famílies. La densitat de població era de 774,3 habitants/km².
Dels 729 habitatges en un 53,4% hi vivien nens de menys de 18 anys, en un 66,1% hi vivien parelles casades, en un 19,9% dones solteres, i en un 7% no eren unitats familiars. En el 5,9% dels habitatges hi vivien persones soles el 4% de les quals corresponia a persones de 65 anys o més que vivien soles. El nombre mitjà de persones vivint en cada habitatge era de 4,1 i el nombre mitjà de persones que vivien en cada família era de 4,24.
Per edats la població es repartia de la següent manera: un 34,8% tenia menys de 18 anys, un 9,5% entre 18 i 24, un 29,4% entre 25 i 44, un 17,3% de 45 a 60 i un 8,9% 65 anys o més.
L'edat mediana era de 29 anys. Per cada 100 dones de 18 o més anys hi havia 87 homes.
La renda mediana per habitatge era de 28.221 $ i la renda mediana per família de 29.526 $. Els homes tenien una renda mediana de 23.056 $ mentre que les dones 19.231 $. La renda per capita de la població era de 8.847 $. Entorn del 21,6% de les famílies i el 22,9% de la població estaven per davall del llindar de pobresa.

## Poblacions més properes
El següent diagrama mostra les poblacions més properes.